# Agram 2000
Az Agram 2000  a Beretta M12-n alapuló horvát géppisztoly. (Az „Agram" szó Zágráb régies osztrák/német neve).
A géppisztoly szerkezete erősen hasonlít olasz elődjére, de a markolata más (elülső hüvelykujj-lyukkal rendelkezik) és nagyobb a tűzgyorsasága.
A horvát függetlenségi háború (1991-1995) után hátrahagyott hatalmas mennyiség és a hangtompító elérhetősége miatt az alvilág népszerű fegyverévé vált. 
1998-ban Budapesten egy ilyen fegyverrel lőtték le Fenyő János médiavállalkozót.

## Típusváltozatok
- Agram 2002: Gyakorlatilag megegyezik az Agram 2000-rel. Nem rendelkezik hüvelykujj-lyukkal a fegyver elején.

## Fordítás
Ez a szócikk részben vagy egészben  az   Agram 2000 című angol Wikipédia-szócikk ezen változatának fordításán alapul.  Az eredeti cikk szerkesztőit annak laptörténete sorolja fel. Ez a jelzés csupán a megfogalmazás eredetét és a szerzői jogokat jelzi, nem szolgál a cikkben szereplő információk forrásmegjelöléseként.